# Silvanidae

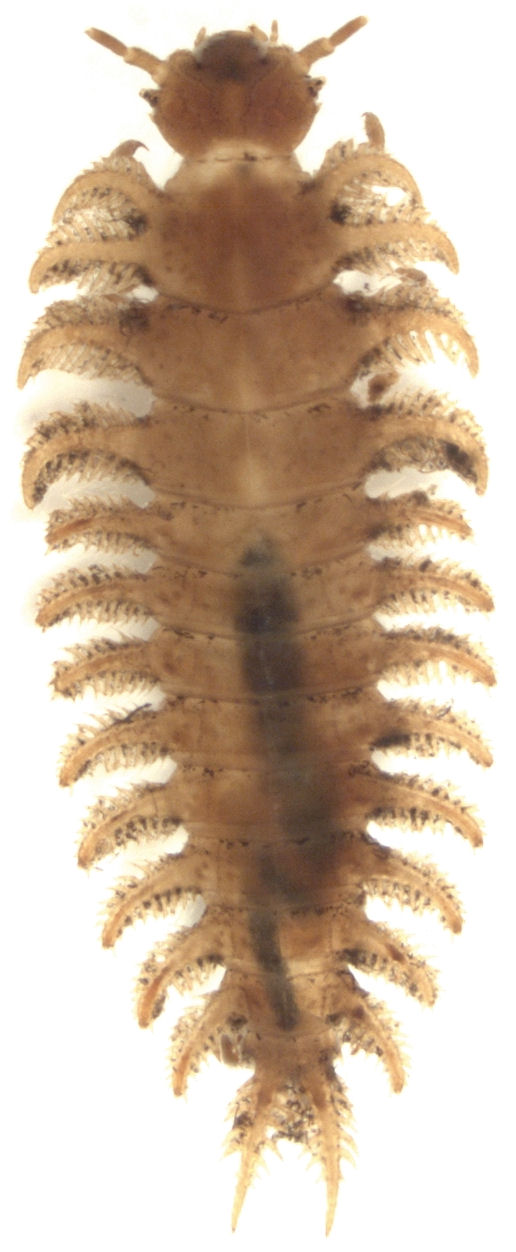
Priasilpha obscura, larva

Los silvánidos (Silvanidae) son una familia de coleópteros polífagos. Son de distribución mundial. Miden entre 1.2 a 15 mm. Hay alrededor de 500 especies en 60 géneros. La mayoría son fungívoros (se alimentan de hongos), pero algunos son plagas de cereales. Algunas especies han sido introducidas accidentalmente con productos alimenticios a otras regiones y ahora alcanzan distribución casi mundial, causando serios problemas económicos.

## Géneros
- Subfamilia: Brontinae
  - Tribu: Brontini
    - Géneros: Australodendrophagus - Australohyliota - Brontoliota - Brontopriscus - Dendrophagella - Dendrophagus - Macrohyliota - Megahyliota - Microhyliota - Parahyliota - Protodendrophagus - Uleiota

  - Tribu: Telephanini
    - Géneros: Aplatamus - Australophanus - Cryptamorpha - Euplatamus - Indophanus - Megapsammoecus - Psammaechidius - Psammoecus - Telephanus
- Subfamilia: Silvaninae
  - Géneros: Acathartus - Acorimus - Afrocorimus - Afronausibius - Ahasverus - Airaphilus - Astilpnus - Austronausibius - Calpus - Cathartosilvanus - Cathartus - Coccidotrophus - Corimus - Eunausibius - Metacorimus - Monanus - Nausibius - Neosilvanus - Nepharinus - Nepharis - Oryzaephilus - Parasilvanus - Pensus - Protosilvanus - Pseudonausibius - Pseudosilvanus - Saunibius - Silvaninus - Silvanoides - Silvanolomus - Silvanoprus - Silvanops - Silvanopsis - Silvanosoma - Silvanus - Synobius - Synoemis - †Pleuroceratos